# Науэрт, Хизер
Хи́зер (правильнее Хе́дер) Энн На́уэрт (англ. Heather Ann Nauert, МФА [амер.] ['heðəʳ æn 'nauəʳt]; род. 27 января 1970, Рокфорд, Иллинойс, США) — официальный представитель Государственного департамента США с 24 апреля 2017 года по 3 апреля 2019 года. До назначения на эту должность работала журналисткой и ведущей новостей телеканала Fox News Channel.

## Семья
Отец Хизер, Питер Науэрт, был страховым агентом. У Хизер есть трое братьев: Джастин, Джонатан и Джозеф. Хизер имеет немецкие, датские и английские корни.

## Образование
Высшее образование Науэрт получила в частных женских колледжах Пайн-мэнор в Массачусетсе и Маунт-Вернон в Вашингтоне (позже этот колледж вошёл в состав Вашингтонского университета). Магистерскую степень по журналистике она получила в Колумбийском университете.

## Карьера
Науэрт в начале своей карьеры работала правительственным консультантом по налогам, медицинскому страхованию, и делам, связанным с социальной защитой.

### Работа на телевидении
В 1996 году она начала журналистскую карьеру. В 1998—2005 годах Науэрт работала корреспондентом на Fox News Channel. В 2005 году она перешла на ABC News, где проработала два года. Её репортажи выходили в таких программах, как World News Tonight, Good Morning America и Nightline. В этот период она получила номинацию на «Эмми» за свою работу над «13 Around the World». В 2007 году она вернулась на Fox News Channel, где до октября 2012 года была соведущей утренних программ новостей Good Day Early Call и Good Day New York Wake Up на нью-йоркском канале WNYW, принадлежащем компании Fox, а затем — ведущей новостей на Fox News Channel и на The Strategy Room на FoxNews.com, и соведущей новостной программы The Big Story на канале Fox News Channel.

### Работа в Госдепартаменте
24 апреля 2017 года назначена на должность официального представителя Государственного департамента США.

### Постоянный представитель США при ООН

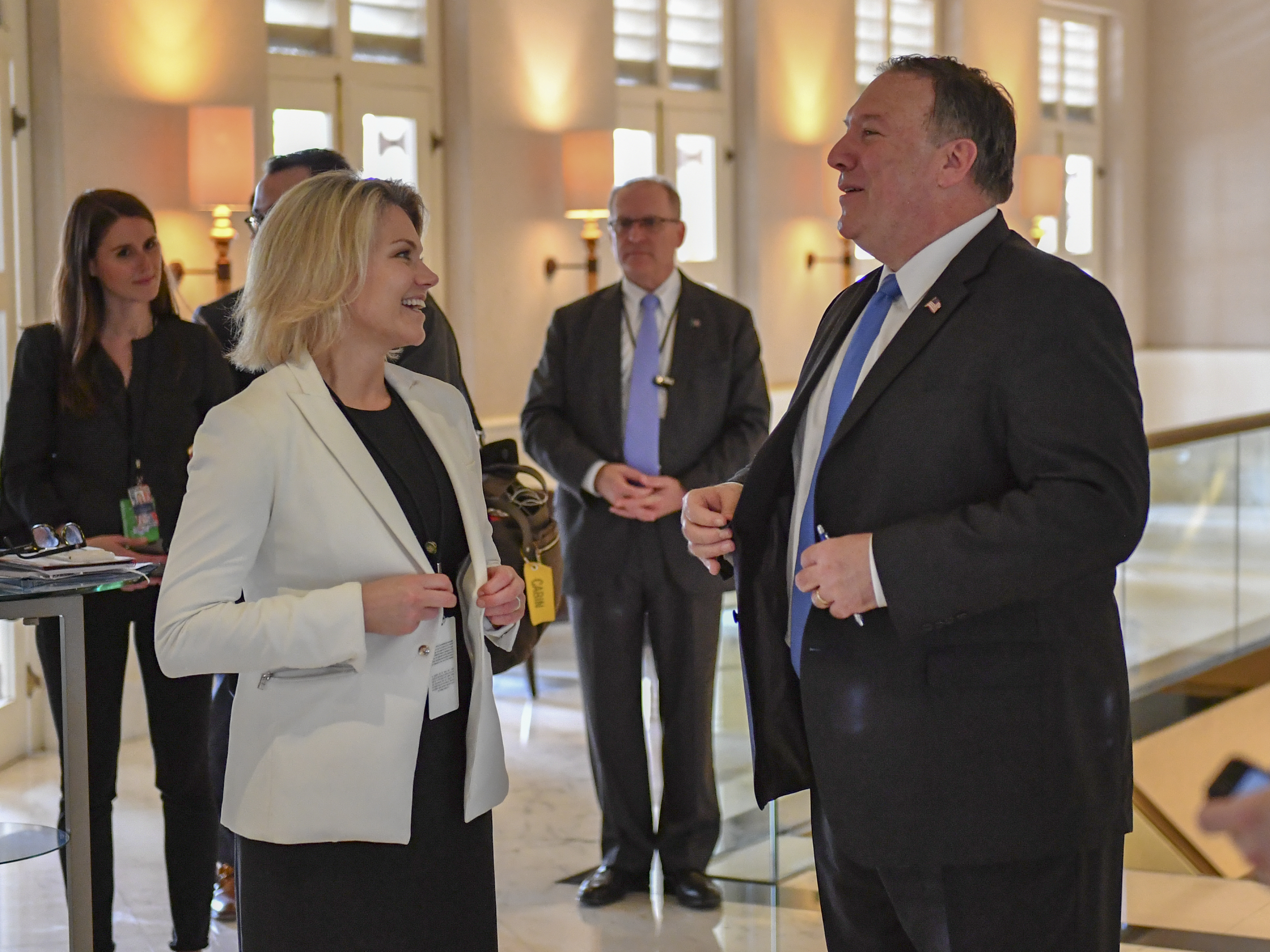
С государственным секретарём США Майком Помпео (июнь 2018)

7 декабря 2018 года президент США Дональд Трамп сделал заявление о возможности назначения Хизер Науэрт на пост представителя США при ООН, но её кандидатура не была официально предложена Сенату США на утверждение, а 16 февраля 2019 года она объявила об отказе от такого выдвижения.

## Политические взгляды
Науэрт является сторонницей Республиканской партии. В 2017 году в своём Twitter она поддержала дочь Дональда Трампа Иванку, когда ритейлер Nordstrom отказался продлевать контракт на реализацию одежды и аксессуаров под её брендом.

## Личная жизнь
С 2000 года Науэрт замужем за Скоттом Норби, банкиром Goldman Sachs. У них двое детей: Питер (род. 2009) и Гейдж (род. 2010).